# شارة خوذة المحاربين القدامى التذكارية

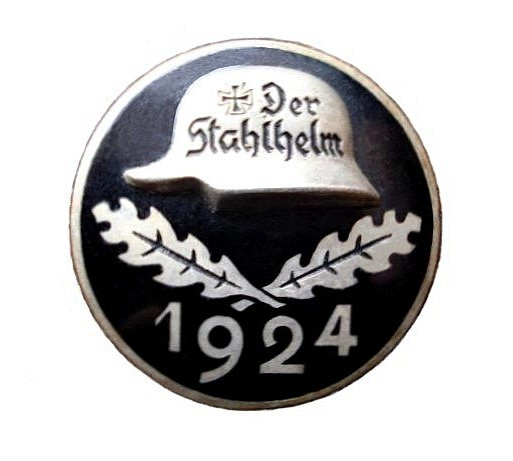
Stahlhelmbund Eintrittsabzeichen 1924

شارة النصب التذكاري لقدامى خوذات الفولاذ دبوسًا أصدره الحزب النازي للمحاربين القدامى في جمعية المحاربين القدامى في ستاهلهلم في الحرب العالمية الأولى.
اعتبرت الدبابيس زخارف سياسية وعرضت خوذة ألمانية فوق رقم عام، مما يشير إلى سنة حاملها للانضمام إلى Stahlhelm. كان الرقم الأقل (والأكثر احترامًا) هو "1919"، عام تأسيس Stahlhelm. امتدت الدبابيس صعودًا حتى عام 1925، مما يدل على إعادة تأسيس الحزب النازي بعد فشل انقلاب بير هول. كان يتوفر أيضًا شيفرون لأعضاء Stahlhelm الذين انضموا إلى SS. يمكن الحصول على دبوس واحد فقط، ولم يتمكن المخضرم من عرض دبابيس Stahlhelm لسنوات مختلفة.